# UB Tower
La UB Tower est un gratte-ciel de 123 mètres de hauteur construit en 2007 à Bangalore dans le sud de l'Inde.
Il abrite des bureaux sur 20 étages et comprend une flèche de 30 mètres de hauteur recouverte de bronze.
L'immeuble a une ressemblance voulue avec l'Empire State Building de New York.
Il fait partie du complexe UB City qui comprend notamment deux autres gratte-ciel, la Concorde Tower et la Canberra Tower.